# Florimond de Beaune
Florimond de Beaune, född 7 oktober 1601 och död 18 augusti 1652, var en fransk jurist och matematiker och en tidig elev till René Descartes. R. Taton kallar honom "ett typiskt exempel på erudite amatörer" aktiva i 1600-talets vetenskap. Det efter Beaune uppkallade Beauneproblemet, som löstes av Johann Bernoulli 1693, är det första exemplet på bestämning av en kurva, då man känner egenskaperna hos kurvans tangent.

## Biografi
de Beaunes far var den illegitima sonen till Jean II de Beaune vars bror var ärkebiskop Renaud de Beaune. Han gjordes emellertid legitim och ärvde titeln, som slutligen gick till hans son. Fadern var väpnare med en egendom som Seigneur de Goulioux och de Beaune ärvde egendomen från sin far, så han blev också Seigneur de Goulioux.
De Beaune utbildades i Paris där han fortsatte att studera juridik även om hans status innebar att han inte hade något behov av att ta en examen. Efter militärtjänst hade han litet behov av att försörja sig, men han köpte ämbetet som rådgivare till domstolen i Blois och var således endast amatörmatematiker.
Genom ett giftermål fick de Beaune tillgång till en betydande summa pengar, vilket gjorde det möjligt för honom att bygga upp ett omfattande bibliotek samt att bygga sig ett observatorium vid sin lantgård. I själva verket innehöll hans bibliotek en god andel astronomiverk (ungefär en tredjedel av totalen) förutom en fin samling matematikvolymer.
De Beaune var också intresserad av mekanik och optik och skrev om dessa ämnen, men hans arbete inom dessa områden publicerades dock aldrig och lite är känt om dessa bidrag.
De Beaune hade rykte om sig att vara skicklig instrumentmakare och 1639 bad Descartes honom att bygga en maskin för slipning av hyperboliska linser. Efter att ha påbörjat detta projekt, i början av 1640, skadade Debeaune sin hand illa på glas vilket medförde att hans hälsa försämrades. Omkring 1648 avgick han sin tjänst som conseiller. Han dog efter amputationen av en fot.

## Vetenskapligt arbete
I ett brev till Descartes från 1638 lade de Beaune fram problemet med att lösa differentialekvationen
{\displaystyle {\frac {\operatorname {d} y}{\operatorname {d} x}}={\frac {\alpha }{y-x}}}
vilket nu ses som det första exemplet på den omvända tangentmetoden för att härleda egenskaper hos en kurva från dess tangenter.
Hans Tractatus de limitibus aequationum trycktes om i England 1807 och i den finner han övre och nedre gränser för lösningarna på kvadratiska ekvationer och kubiska ekvationer, som enkla funktioner av koefficienterna för dessa ekvationer. Hans Doktrin de l'angle solide och Inventaire de sa bibliothèque trycktes också om i Paris 1975. En annan av hans skrifter var Notae breves, introduktion till en upplaga 1649 av Descartes La Géométrie.